# Theater an der Wien

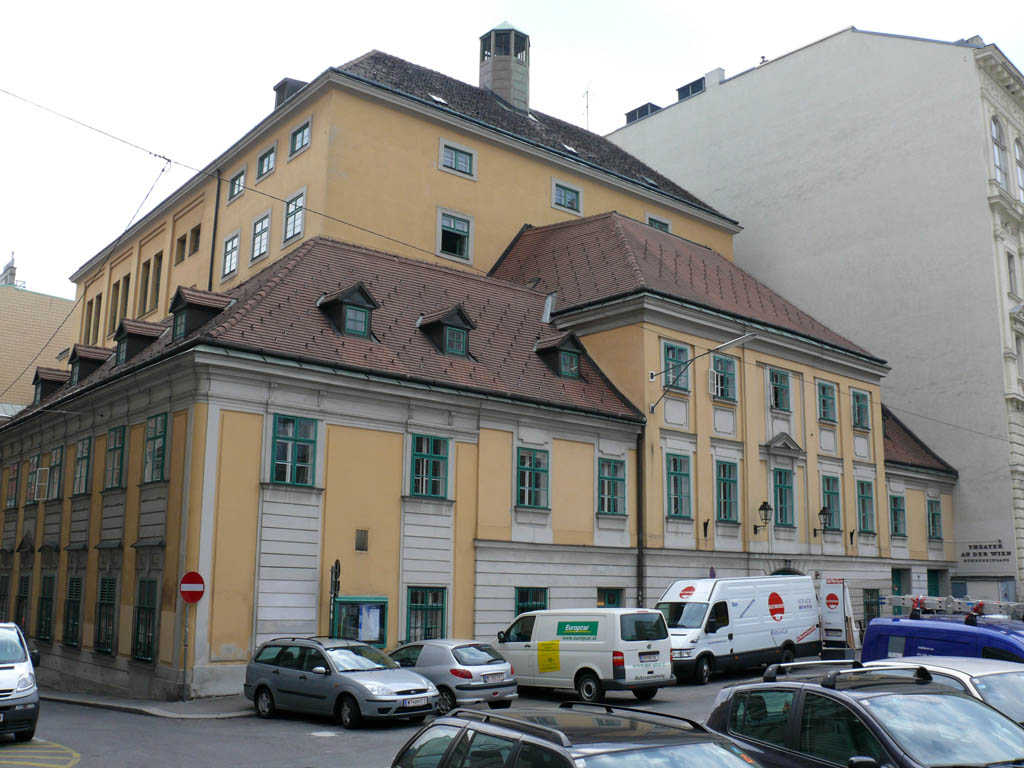
A hátsó oldal (Lehárgasse)

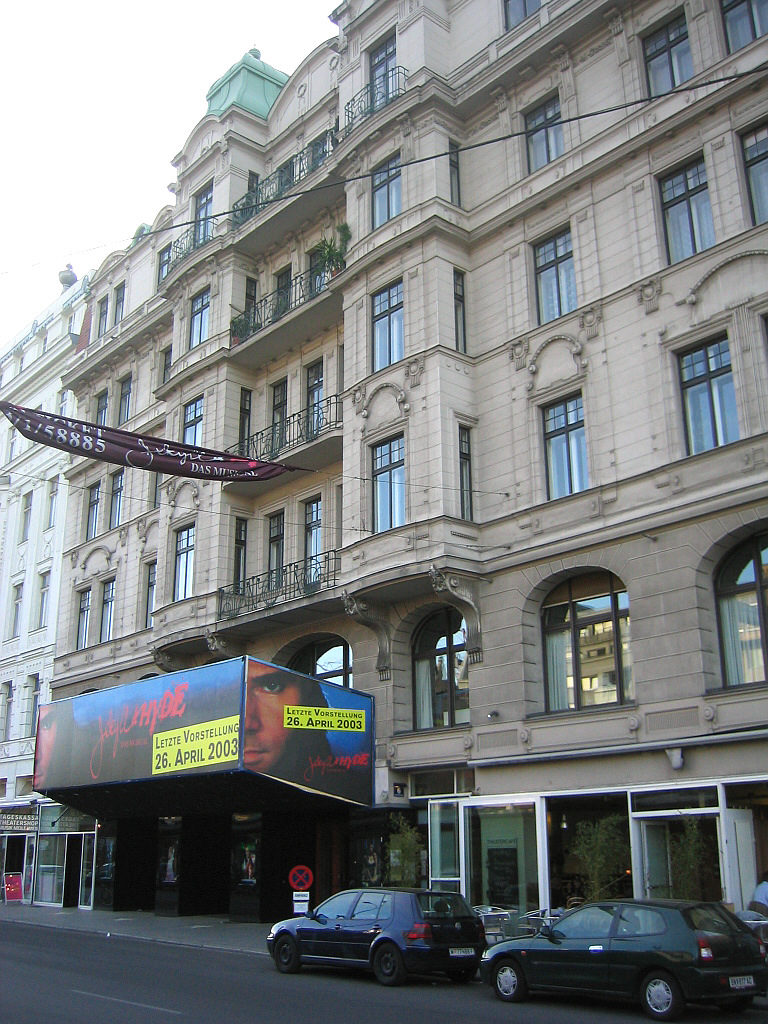
Látvány a Naschmarkt irányából 2005-ig (Linke Wienzeile)

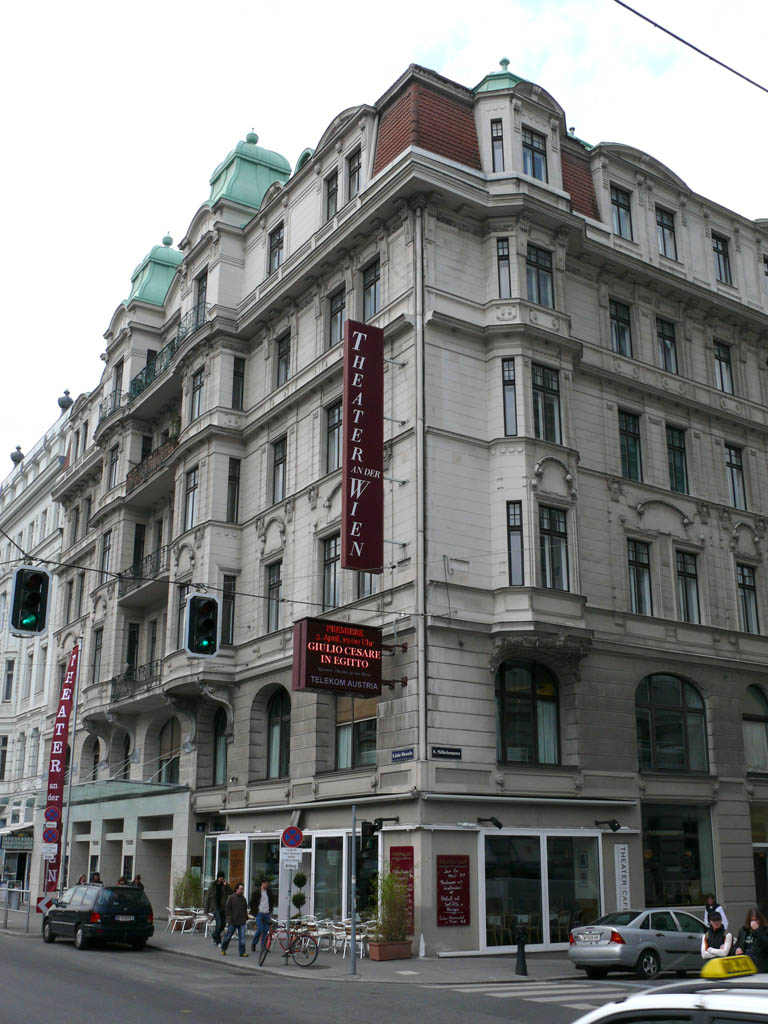
2006-tól (Linke Wienzeile / Millöckergasse)

A Theater an der Wien  (neve magyarul a Wien folyó menti színház) egy színház Bécs hatodik kerületében. 
A színház jelenleg 1129 ülőhelyes és 50 állóhelyes.

## Története
1800. április 3-án Emanuel Schikaneder megkapta a színház építési engedélyét a császártól.
Az épület tizenhárom hónapos építkezés után 1801. június 13-án nyílt meg a Wien folyó északi partján.
A 19. század második felében és a 20. század elején operettszínház volt.
A színház 1939. június 1-jétől 1945. október 5-ig zárva volt.
Bécset 1945-ben súlyos légitámadások érték, az Állami Operaház romba dőlt. Az újjáépítés alatt az opera a Theater an der Wien épületében működött. 
1960-ban Bécs városa megszerezte a színházat a korábbi tulajdonosoktól, hogy fesztiválcsarnokként használhassa a Wiener Festwochen és a vendégszereplések számára.
Az 1990-es években a színház új hírnevet szerzett a német nyelvű musicaljei révén.
A 2006-os Mozart-évvel elhagyták a kortárs fénymúzsák hagyományát, és a színház operák, különösen a bécsi klasszikus zene helyszíne lett.

## Igazgatói
- Fritz Klingenbeck (1962–1965)
- Rolf Kutschera (1965–1983)
- Peter Weck (1983–1992)
- Rudolf Klausnitzer (1992–2006)
- Roland Geyer (2006–)

## Ősbemutatói (kivonatos lista)
- 1801 – Alexander; Franz Teyber
- 1803 – 2. szimfónia; Ludwig van Beethoven – első nyilvános előadás
- 1804 – Die Neger; Antonio Salieri
- 1805 – 3. szimfónia (Eroica) ; Ludwig van Beethoven – első nyilvános előadás
- 1805 – Fidelio (1. változat, Fidelio oder Die eheliche Liebe); Ludwig van Beethoven
- 1806 – Fidelio (2. változat, Leonore oder Der Triumph der ehelichen Liebe); Ludwig van Beethoven
- 1808 – 5. szimfónia; Ludwig van Beethoven – első nyilvános előadás
- 1808 – 6. szimfónia (Pastorale); Ludwig van Beethoven – első nyilvános előadás
- 1808 – Fantasie für Klavier, Chor und Orchester; Ludwig van Beethoven
- 1810 – Heilbronni Katica; Heinrich von Kleist
- 1811 – Der König und sein Stubenheizer; Wilhelm Vogel[4]
- 1813 – Der vierjährige Posten; Carl Steinacker, Libretto: Carl Theodor Körner
- 1817 – Die Ahnfrau; Franz Grillparzer
- 1820 – Die Zauberharfe, Melodram mit Musik; Franz Schubert
- 1823 – Rosamunde, Fürstin von Cypern; Helmina von Chézy, zene: Franz Schubert
- 1844 – Der Zerrissene; Johann Nepomuk Nestroy
- 1846 – A fegyverkovács (Der Waffenschmied); Albert Lortzing
- 1859 – Ein Wiener Volkssänger; Johann Fürst, zene: Adolf Müller sen. (15. September 1859)[5]
- 1860 – Das Pensionat; Franz von Suppé
- 1871 – Indigo und die 40 Räuber; Johann Strauss
- 1871 – Der Meineidbauer; Ludwig Anzengruber
- 1872 – Die Kreuzelschreiber; Ludwig Anzengruber
- 1874 – A denevér; Johann Strauss
- 1874 – Der G’wissenswurm; Ludwig Anzengruber
- 1875 – Cagliostro Bécsben; Johann Strauss
- 1876 – Joconde; Carl Zeller
- 1877 – Nanon; Richard Genée
- 1878 – Das verwunschene Schloss; Carl Millöcker
- 1879 – Gräfin Dubarry; Carl Millöcker
- 1879 – Madame Favart; Jacques Offenbach
- 1880 – Das Spitzentuch der Königin; Johann Strauss
- 1880 – Apajune, a vízitündér; Carl Millöcker
- 1881 – Der lustige Krieg; Johann Strauss
- 1882 – A koldusdiák; Carl Millöcker
- 1884 – Gasparone; Carl Millöcker
- 1885 – A cigánybáró; Johann Strauss
- 1887 – Bellmann; Franz von Suppé
- 1890 – Szegény Jonathán; Carl Millöcker
- 1891 – Der Vogelhändler; Carl Zeller
- 1894 – Der Obersteiger; Carl Zeller
- 1896 – General Gogo; Adolf Müller junior
- 1897 – Die Göttin der Vernunft; Johann Strauss (13. März 1897)
- 1902 – Bécsi asszonyok; Lehár Ferenc
- 1903 – Bruder Straubinger; Edmund Eysler
- 1903 – Der Lebemann; Alfred Grünfeld
- 1905 – A víg özvegy; Lehár Ferenc (30. Dezember 1905)
- 1908 – A csokoládékatona; Oscar Straus
- 1915 – Auf Befehl der Kaiserin; Bruno Granichstaedten
- 1916 – Sztambul rózsája; Leo Fall
- 1922 – Frasquita; Lehár Ferenc
- 1923 – Bacchusnacht; Bruno Granichstaedten
- 1923 – Kleopátra gyöngyei; Oscar Straus
- 1925 – Der Orlow; Bruno Granichstaedten
- 1926 – A cirkuszhercegnő; Kálmán Imre
- 1927 – Die gold’ne Meisterin; Edmund Eysler
- 1930 – Reklame!; Bruno Granichstaedten
- 1932 – Sissy; Fritz Kreisler
- 1934 – Der singende Traum; Richard Tauber
- 1934 – Die gelbe Lilie; Michael Krasznay-Krausz
- 1936 – Axel an der Himmelstür; Ralph Benatzky
- 1968 – La Mancha lovagja; Mitch Leigh, első német nyelvű bemutató
- 1972 – Helden, Helden; Udo Jürgens
- 1980 – Jesu Hochzeit; Gottfried von Einem és Lotte Ingrisch (18. Mai 1980)
- 1981 – Netzwerk; Friedrich Cerha (31. Mai 1981)
- 1983 – Macskák; Andrew Lloyd Webber, első német nyelvű bemutató (24. September 1983)
- 1988 – Az operaház fantomja; Andrew Lloyd Webber, első német nyelvű bemutató
- 1990 – Freudiana; Eric Woolfson (zene) és Brian Brolly
- 1992 – Elisabeth; Lévay Szilveszter és Michael Kunze
- 1995 – Die Wände; Adriana Hölszky és Thomas Körner
- 1999 – Mozart!; Sylvester Levay und Michael Kunze (12. Oktober 1999)
- 2001 – Jekyll & Hyde; Frank Wildhorn, (2001 bis 2003)
- 2006 – I hate Mozart!; Bernhard Lang és Michael Sturminger
- 2009 – Haydn bricht auf; Bernhard Lang és Kabinetttheater
- 2010 – Die Besessenen; Johannes Kalitzke
- 2010 – Il postino; Daniel Catán, első europai bemutató
- 2011 – Gogol, Opera; Lera Auerbach
- 2013 – A Harlot’s Progress; Iain Bell és Peter Ackroyd